# Burnót-patak
Burnót-patak är ett vattendrag i Ungern.   Det ligger i provinsen Veszprém, i den västra delen av landet, 140 km sydväst om huvudstaden Budapest.